# Голышманово (село)
Голышманово — село в Голышмановском районе Тюменской области. Административный центр Голышмановского сельского поселения.

## География
Село расположено в нескольких километрах от районного центра — Голышманово.
Часовой пояс
Село Голышманово, как и вся Тюменская область, находится в часовой зоне МСК+2. Смещение применяемого времени относительно UTC составляет +5:00.

## Население
| 2010 |
| ---- |
| 540  |